# 아서 (벨기에)

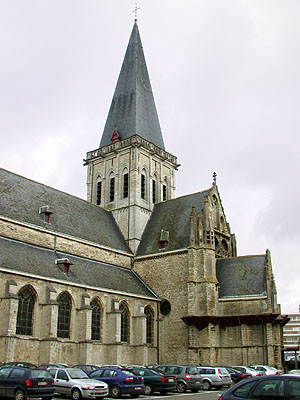
아서

아서(네덜란드어: Asse)는 벨기에 플란데런 지역 플람스브라반트주에 위치한 도시로 면적은 49.64km2, 인구는 30,875명(2013년 1월 1일 기준), 인구 밀도는 620명/km2이다.

시기
시 문장